# نیلس پترسن
نیلس پترسن (به آلمانی: Nils Petersen) (زادهٔ ۶ دسامبر ۱۹۸۸ در ورنیگه‌روده, زاکسن-آنهالت) بازیکن فوتبال آلمانی است.
پترسن در تاریخ ۱۹ می ۲۰۱۱ با قرار دادی چهار ساله و به ارزش €۲،۸ میلیون یورو به بایرن مونیخ پیوست.
وی همچنین در فصل ۲۰۱۱-۲۰۱۰ بوندسلیگا دو آلمان با ۲۵ گل زده آقای گل این رقابت ها شده است.
پترسن فصل ۲۰۱۲-۲۰۱۱ شماره ۹ بایرن را که پیشتر بر تن گرد مولر, جووانی البر ولوکا تونی رفته است بر تن کرد اما درخشش چندانی نداشت و حتی مدتی نیز در تیم دوم بایرن مونیخ بازی کرد
وی در آغاز فصل ۲۰۱۳-۲۰۱۲ به وردربرمن قرض داده شد